# Marion County (Mississippi)
Das Marion County ist ein County im US-Bundesstaat Mississippi. Der Verwaltungssitz (County Seat) ist Columbia. Das U.S. Census Bureau hat bei der Volkszählung 2020 eine Einwohnerzahl von 24.441 ermittelt.

## Geographie
Das County liegt im Süden von Mississippi, grenzt mit seiner Südspitze an Louisiana, ist etwa 90 km vom Golf von Mexiko entfernt und hat eine Fläche von 1421 Quadratkilometern, wovon 16 Quadratkilometer Wasserfläche sind. Es grenzt an folgende Countys und Parishes:
| Lawrence County | Jefferson Davis County        |                    |
| Walthall County |                               | Lamar County       |
|                 | Washington Parish (Louisiana) | Pearl River County |

## Geschichte
Das Marion County wurde am 9. Dezember 1811 aus Teilen des Amite-, Franklin- und Wayne County gebildet. Benannt wurde es nach Francis Marion, einem General im Amerikanischen Unabhängigkeitskrieg.
10 Bauwerke und Stätten des Countys sind im National Register of Historic Places eingetragen (Stand 2. Februar 2018).

## Demografische Daten

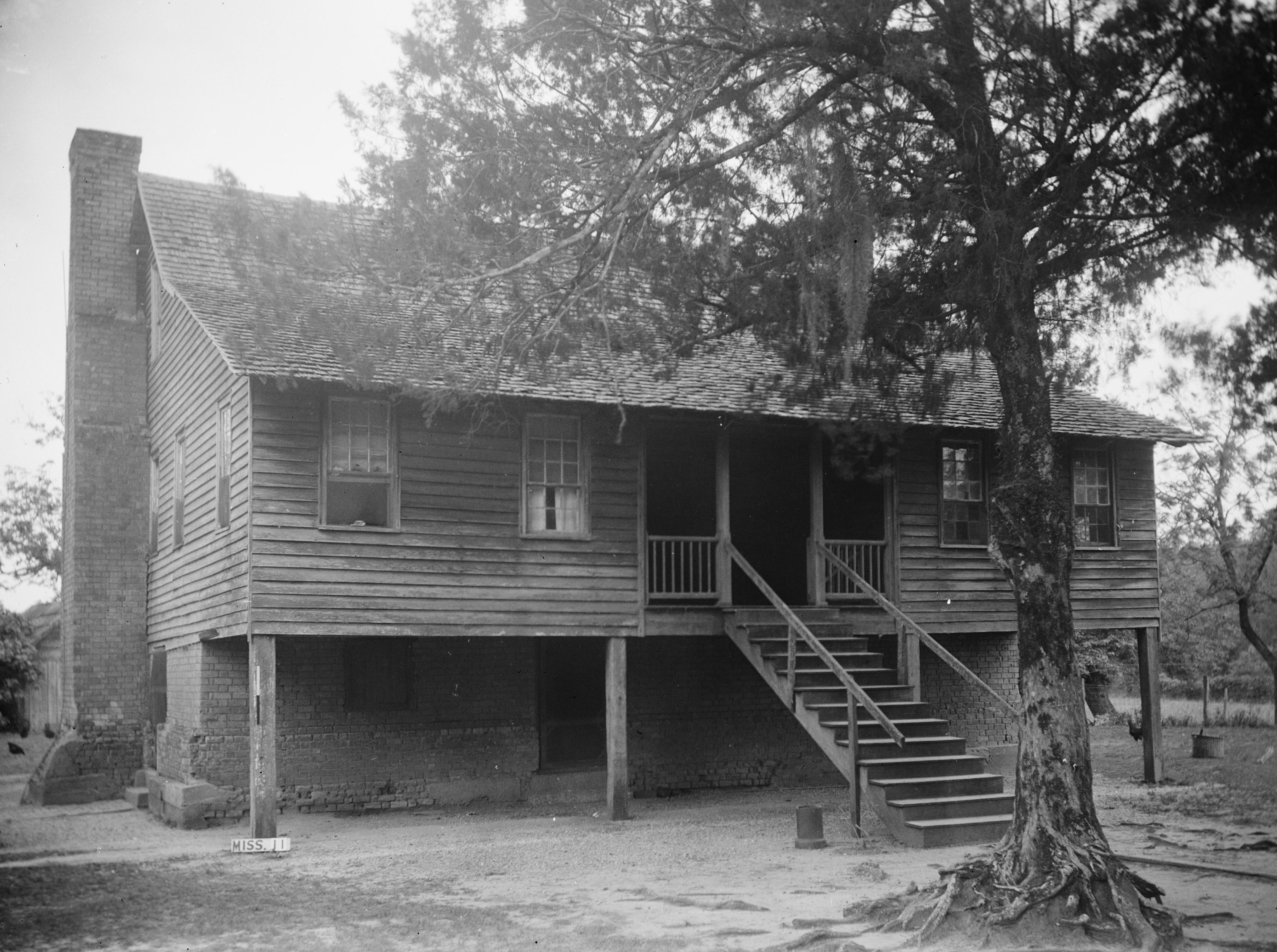
John Ford Home nahe Sandy Hook, gelistet im NRHP

Alterspyramide des Marion Countys (Stand: 2000)

Nach der Volkszählung im Jahr 2000 lebten im Marion County 25.595 Menschen in 9336 Haushalten und 6880 Familien. Die Bevölkerungsdichte betrug 18 Personen pro Quadratkilometer. Ethnisch betrachtet setzte sich die Bevölkerung zusammen aus 66,96 Prozent Weißen, 31,87 Prozent Afroamerikanern, 0,23 Prozent amerikanischen Ureinwohnern, 0,21 Prozent Asiaten, 0,01 Prozent Bewohnern aus dem pazifischen Inselraum und 0,11 Prozent aus anderen ethnischen Gruppen; 0,62 Prozent stammten von zwei oder mehr Ethnien ab. 0,62 Prozent der Bevölkerung waren spanischer oder lateinamerikanischer Abstammung, die verschiedenen der genannten Gruppen angehörten.
Von den 9336 Haushalten hatten 34,8 Prozent Kinder unter 18 Jahren, die mit ihnen lebten. 54,0 Prozent waren verheiratete, zusammenlebende Paare, 15,6 Prozent waren allein erziehende Mütter und 26,3 Prozent waren keine Familien. 24,2 Prozent aller Haushalte waren Singlehaushalte und in 12,6 Prozent lebten Menschen im Alter von 65 Jahren oder darüber. Die durchschnittliche Haushaltsgröße lag bei 2,64 und die durchschnittliche Familiengröße bei 3,13 Personen.
27,8 Prozent der Bevölkerung war unter 18 Jahre alt, 9,5 Prozent zwischen 18 und 24, 26,9 Prozent zwischen 25 und 44, 21,5 Prozent zwischen 45 und 64 Jahre alt und 14,3 Prozent waren 65 Jahre oder älter. Das Durchschnittsalter betrug 35 Jahre. Auf 100 weibliche kamen statistisch 93,7 männliche Personen und auf 100 Frauen im Alter von 18 Jahren oder darüber kamen 88,8 Männer.

Das durchschnittliche Einkommen eines Haushaltes betrug 24.555 USD, das einer Familie 29.894 USD. Männer hatten ein durchschnittliches Einkommen von 26.909 USD, Frauen 17.192 USD. Das Prokopfeinkommen lag bei 12.301 USD. Etwa 20,7 Prozent der Familien und 24,8 Prozent der Bevölkerung lebten unterhalb der Armutsgrenze.

## Städte und Gemeinden
| - Bunker Hill - Cheraw - Columbia - East Columbia | - Foxworth - Goss - Hub - Improve | - Kokomo - Morgantown - Sandy Hook - Jamestown |